# Maechidius pedarioides
Maechidius pedarioides är en skalbaggsart som beskrevs av Gilbert John Arrow 1941. Maechidius pedarioides ingår i släktet Maechidius och familjen Melolonthidae. Inga underarter finns listade i Catalogue of Life.